# أنورجان سولييف
أنورجان سولييف (بالإنجليزية: Anvarjon Soliev)‏ (مواليد 5 أبريل 1978 في نمنغان) لاعب كرة قدم أوزبكستاني دولي يجيد اللعب في خط الهجوم . يلعب حاليا لصالح نادي بونيودكور الأوزبكستاني منذ 2008 .

## مسيرته الكروية
لعب أنورجان سولييف خلال مسيرته الاحترافية مع 4 أندية في اثنين وعشرين موسمًا وسجل خلالها 164 هدف ضمن 405 مباراة. حيث فاز في أحد عشر موسمًا بالكأس وفي ثلاثة عشر موسمًا بالدوري.
خاض أنورجان سولييف مسيرته مع نافباخور نامانجان في موسم 1996 ليلعب معه خمسة مواسم، مشاركًا في 85 مباراة سجل خلالها 29 هدفًا. ثم انتقل إلى نادي باختاكور طشقند في موسم 2001 في المرة الأولى ليلعب معه سبعة مواسم ثم في موسم 2013 ليلعب معه أربعة مواسم، حيث شارك طوالها في 207 مباراة سجل خلالها 86 هدفًا. لينتقل بعدها إلى نادي بونيودكور في موسم 2008 في المرة الأولى واستمر معه طيلة ثلاثة مواسم ثم في عامي 2011-2013 ولمدة موسمين، مشاركًا طوالها في 102 مباراة سجل خلالها 46 هدفًا. ثم انتقل إلى نادي نسف قرشي ما بين عامي 2010 و2011 لمدة موسم واحد، مشاركًا في 11 مباراة سجل خلالها 3 أهداف.

## روابط خارجية
- أنورجان سولييف على موقع الاتحاد الدولي (مؤرشف)  (الإنجليزية)
- أنورجان سولييف على موقع قاعدة بيانات كرة القدم.إي يو (الإنجليزية)
- أنورجان سولييف على موقع ناشيونال فوتبول تيمز (الإنجليزية)
- أنورجان سولييف على موقع Soccerway.com (الإنجليزية)
- أنورجان سولييف على موقع كووورة